# 富松町 (尼崎市)
富松町（とまつちょう）は、兵庫県尼崎市にある町丁。1丁目から4丁目まである。郵便番号は661-0003。座標: 北緯34度45分21.051秒 東経135度24分01.209秒 / 北緯34.75584750度 東経135.40033583度

## 地理
東は塚口町・伊丹市安堂寺町、西は武庫之荘本町・伊丹市車塚、南は上ノ島町、北は伊丹市南野と隣接している。

## 交通

### 鉄道
鉄道は走っていない。

### バス
| 路線番号   | 業者       | 起点         | 町内の停留所                                               | 終点             |
| ---------- | ---------- | ------------ | ---------------------------------------------------------- | ---------------- |
| 30         | 阪神バス   | 阪急塚口     | (塚口町)-尼崎北小学校-東富松-(上ノ島町)                    | 武庫川           |
| 31         | 阪神バス   | 阪急塚口     | (塚口町)-尼崎北小学校-東富松-(上ノ島町)                    | 阪神尼崎         |
| 43         | 阪神バス   | 宮ノ北団地   | (伊丹市野間)-富松町3丁目-富松城跡-富松城1丁目-(南武庫之荘) | 阪神尼崎         |
| 43-2       | 阪神バス   | 武庫営業所   | (伊丹市野間)-富松町3丁目-富松城跡-富松城1丁目-(南武庫之荘) | 阪神尼崎         |
| 48         | 阪神バス   | 阪急武庫之荘 | (武庫之荘東)-富松城跡-尼崎北小学校-東富松-(上ノ島町)       | JR尼崎南         |
| 48-2       | 阪神バス   | 阪急武庫之荘 | (武庫之荘東)-富松城跡-尼崎北小学校-東富松-(上ノ島町)       | JR尼崎北         |
| 伊丹立花線 | 阪神バス   | 金井町       | (武庫之荘東)-富松城跡-富松町1丁目-(上ノ島町)               | JR立花           |
| 34         | 伊丹市バス | 塚口         | (塚口町)-北町-(伊丹市車塚)                                 | JR伊丹           |
| 35         | 伊丹市バス | 塚口         | (塚口町)-北町-(伊丹市車塚)                                 | 阪急伊丹         |
| 36         | 伊丹市バス | 塚口         | (塚口町)-北町-(伊丹市車塚)                                 | 昆陽里           |
| 41         | 伊丹市バス | 塚口         | (塚口町)-北町-(伊丹市車塚)                                 | 山田             |
| 61         | 伊丹市バス | 塚口         | (塚口町)-北町-(伊丹市車塚)                                 | 三師団・交通局前 |

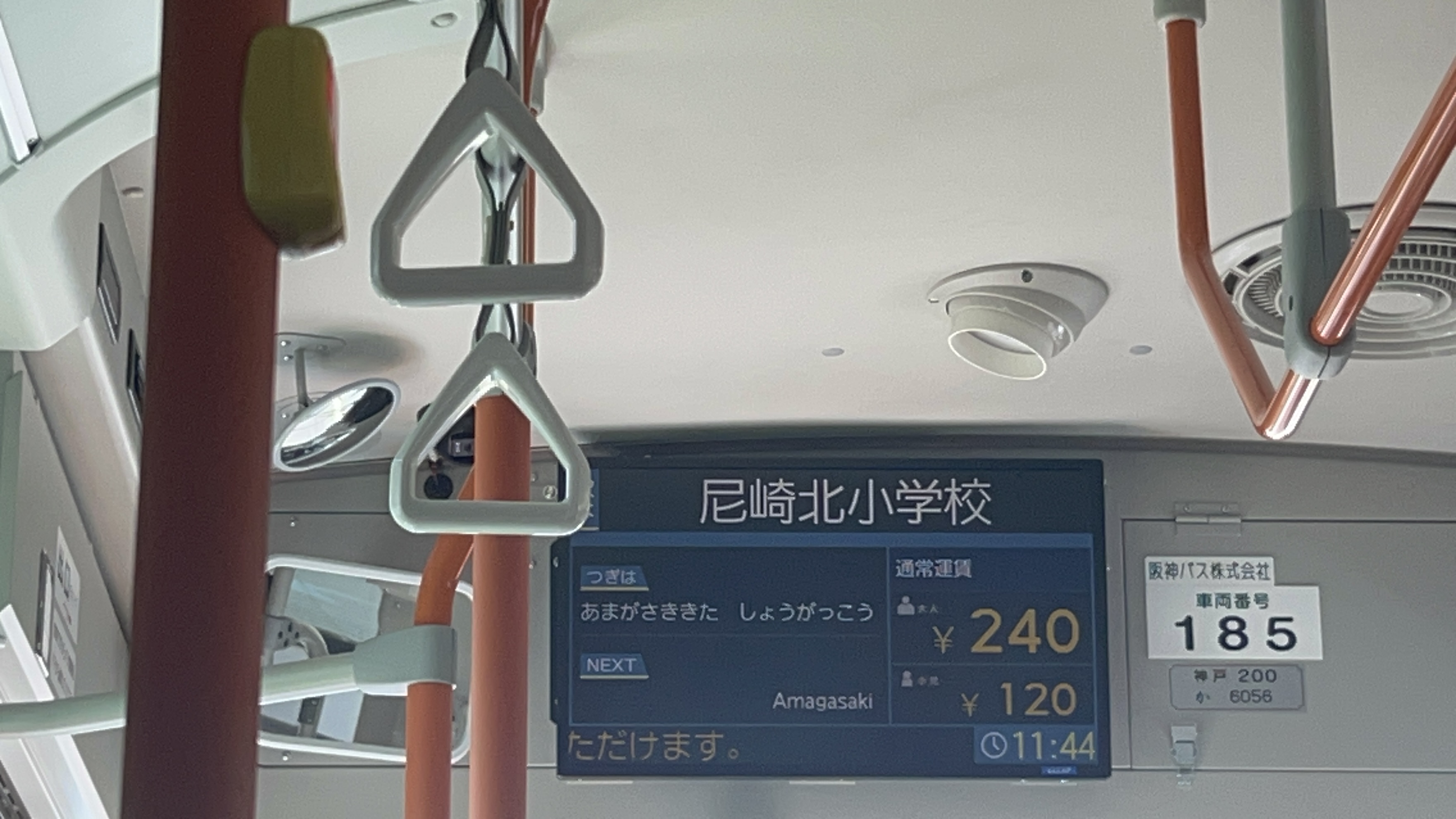
阪神バス尼崎北小学校停留所案内
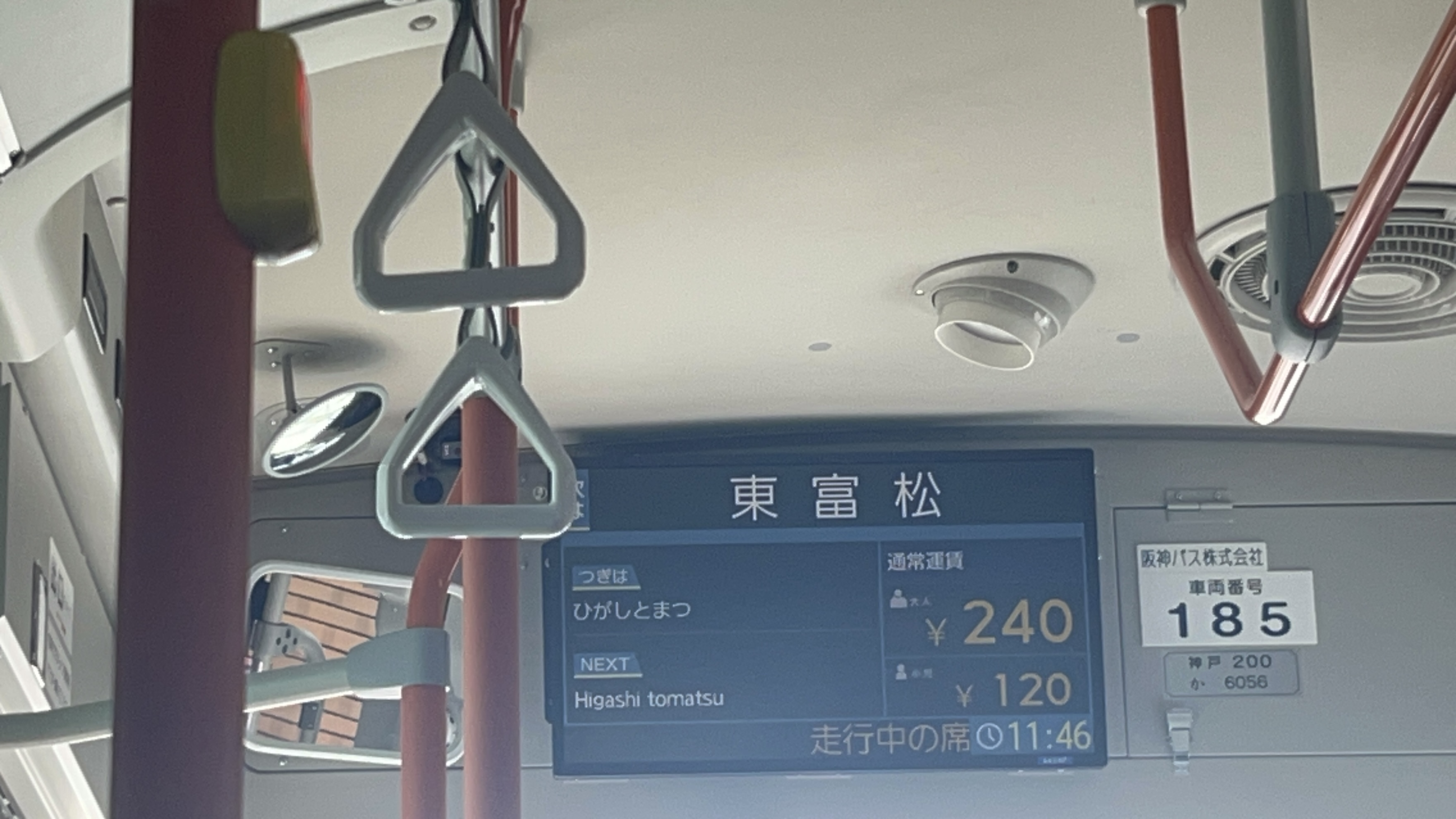
阪神バス東富松停留所案内

## 校区
出典:
| 丁目 | 区域 | 小学校       | 中学校     |
| ---- | ---- | ------------ | ---------- |
| 1    | 全域 | 尼崎北小学校 | 塚口中学校 |
| 2    | 全域 | 尼崎北小学校 | 塚口中学校 |
| 3    | 全域 | 尼崎北小学校 | 塚口中学校 |
| 4    | 全域 | 尼崎北小学校 | 塚口中学校 |

## 施設

### 1丁目
- スーパーオオジ富松店
- ローソン 尼崎富松町一丁目店
- 富松公園
- 辰巳台公園
- ピザハット武庫之荘店

### 2丁目
- 富松城跡
- 業務スーパー富松店
- セブンイレブン尼崎富松町2丁目店
- 富松神社
- 浄土宗 西運寺

### 4丁目
- フレッシュしみず本店
- 尼崎市立塚口中学校